# Kursker Magnetanomalie
Die Kursker Magnetanomalie (KMA; russisch Курская магнитная аномалия (КМА)) gilt als die weltweit größte lokale Anomalie im Erdmagnetfeld.

## Allgemeines
Die Anomalie wird durch eine Eisenerzlagerstätte im Westen des europäischen Teils Russlands hervorgerufen. Dort lagern im Untergrund eines mehr als 100.000 Quadratkilometer großen Gebietes in den Oblasten Kursk, Belgorod und Orjol (geschätzte) 200 Milliarden Tonnen Eisenerz mit einem durchschnittlichen Eisengehalt zwischen 35 und 60 Prozent. Dadurch wird die Magnetnadel des Kompasses in diesem Areal von der sonst üblichen Nordrichtung abgelenkt. Die Bezeichnung Kursker Magnetanomalie ist auch auf die Eisenerzlagerstätte selbst bzw. das von ihr unterlagerte Gebiet übergegangen.

## Entdeckungs- und Nutzungsgeschichte
Die Anomalie wurde erstmals 1773 vom Astronomen und Mitglied der Russischen Akademie der Wissenschaften Pjotr Inochodzew beschrieben.
1874 begann der Privatdozent der Universität Kasan N. Smirnow mit geomagnetischen Messungen und 1883 wurden vom Privatdozenten N. Pitschikow der Universität Charkow erstmals Eisenerzlagerstätten als Ursache für die Anomalie vorausgesagt.
Arbeiten in dieser Richtung wurden bis zum Ersten Weltkrieg insbesondere von dem Physiker an der Moskauer Universität Ernst Gustav Leyst durchgeführt.
Zu detaillierten geologischen Untersuchungen kam es erst in den 1920er Jahren, geleitet von einer staatlichen Kommission unter dem Geologen Iwan Gubkin.
Das erste Eisenerz wurde am 7. April 1923 in der Nähe der Stadt Schtschigry in einer Tiefe von 167 Metern gefunden, das erste abbauwürdige Erz 1931.
1935 begann der Probeabbau unter Tage, die Förderung im großen Maßstab in Tagebauen jedoch erst ab den 1950er Jahren. Die erste Anreicherungsfabrik nahm 1956 den Betrieb auf.
Der heute größte Tagebau ist Lebedinski bei Gubkin mit einer Tiefe von 350 Metern (Sohle damit etwa 150 Meter unter dem Meeresspiegel), aus dem seit 1971 bereits über eine Milliarde Tonnen Eisenerz gefördert wurden.